# Sabotaggio (romanzo)
Sabotaggio è un romanzo scritto da Clive Cussler, in collaborazione con Justin Scott, il secondo appartenente alle Isaac Bell Adventures.
Il libro è stato tradotto in finlandese, turco, serbo, olandese, tedesco, russo, polacco, spagnolo, francese, giapponese e italiano.

## Trama
Nel 1907 una serie di attentati e sabotaggi di vario genere colpisce le linee ferroviarie della Southern Pacific Railroad, allora in fase di grande espansione, appartenente al ricchissimo industriale Osgood Henessy. A causa degli ingenti danni arrecati da un misterioso e spietato personaggio, denominato dalla stampa Il Sabotatore Hennessy si rivolge all'agenzia investigativa diretta da Joseph Van Dorn, che affida il caso a uno dei suoi migliori agenti, Isaac Bell. Dopo una serie di attentati ferroviari che provocano numerose vittime, una lunga serie di indagini e appostamenti consente a Bell di individuare il probabile sabotatore, Charles Kincaid, intimo della famiglia Hennessy e insospettabile senatore degli Stati Uniti. Kincaid si dimostra abilissimo nel tessere un piano segreto che prevede anche la sua candidatura a Presidente degli Stati Uniti, sostenuta da un gruppo di industriali e finanziatori suoi amici. Informato in anticipo sulle mosse dell'agenzia Van Dorn da una insospettabile talpa segreta, posta all'interno della Southern Pacific Railroad, Kincaid non riesce però a raggiungere il suo obiettivo, ma evita l'arresto facendo perdere le sue tracce all'estero.
Nel 1934 viene individuato dall'agenzia in Europa, ospite del nascente regime nazista, e Bell si reca in Germania per catturarlo e assicuralo alla giustizia americana. Raggiunta la casa dove egli risiede, Bell deve affrontare un nuovo, imprevisto, pericolo.

## Edizioni
- Clive Cussler e Justin Scott, Il cacciatore, collana La Gaja Scienza, traduzione di Annamaria Raffo, Longanesi, 27 febbraio 2014,  p. 464, ISBN 9788830437197.
- Clive Cussler e Justin Scott, Il cacciatore, traduzione di Annamaria Raffo, Tea più, TEA, 14 febbraio 2019,  p. 464, ISBN 9788850252930.
- Clive Cussler e Justin Scott, Il cacciatore, traduzione di Annamaria Raffo, I Grandi TEA, TEA,  p. 462, ISBN 9788850239375.